# میروشوف (ناحیه روکیتسانی)
میروشوف (به چکی: Mirošov) یک منطقهٔ مسکونی و شهرستان دارای شهرک سابقاً روستا در جمهوری چک است که در ناحیه روکیتسانی واقع شده‌است. میروشوف ۲٬۲۱۰ نفر جمعیت دارد.